# Giovane contadina con fiordalisi
Il dipinto Giovane contadina con fiordalisi è opera del pittore russo Aleksej Gavrilovič Venecianov.

## Storia e descrizione
Questo dipinto si trovava a Mosca, nella collezione di S. I. Solovyov; passò poi nelle mani del ricco collezionista e imprenditore russo Pavel Michajlovič Tret'jakov che nel 1887 lo inserì nella pinacoteca che porta il suo nome. Una luce diffusa indora una gracile e pensierosa giovinetta, che siede calma, con le mani in grambo, ad accarezzare delicatamente fiordalisi, liberati dal loro gambo. Dipinto delicato e intimista, affronta il tema del lavoro femminile, visto nell'ottica della quotidianità e in una dimensione poetica e romantica, velata di malinconia.

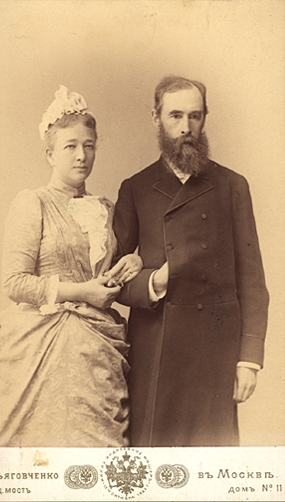
Вера Njkopaevna e Pavel Mikhaylovich Tretyakov, 1880 circa

Il popolo che abitava le campagne era visto come prezioso custode dei valori della tradizione e il pittore, lasciata Mosca e trasferitosi con la famiglia in campagna - a Safonkovo, nel distretto di Tver', dove fondò una scuola di pittura - si fece ritrattista della classe contadina. Si ricoprì di umanitarismo: per lui la persona umana doveva essere vista e raffigurata in sé, nel contesto della sua vita operosa quotidiana, e non come tramite per una illustrazione religiosa, o allegoriaca, o storica. Il dipinto risente fortemente della pittura fiamminga che  Venecianov ammirava e ricopiava all'Hermitage. 

### Esposizioni
- 1991, Il lavoro e l'uomo Il lavoro dell'uomo da Goya a Kandinskij, Braccio di Carlo Magno, Città del Vaticano[5]